# 北崗血蜱
北崗血蜱（学名：Haemaphysalis kitaokai）为硬蜱科血蜱屬下的一个种。